# Вечірня колисанка
«Вечірня колисанка» — радіопрограма українського Радіо Культура (UR-3) для дітей до 8 років.
Передача виходить щовечора, та складається із казок, оповіданнь, та мелодійної колисанки.

## Історія
Вечірня колисанка в ефірі українського радіо із 1968 року.

До 2018 року передачу від народний артист України Станкевич Станіслав Іванович - дідусь Стас.

Після 2018 року ведучим став народний артист України Чорношкур Василь Андрійович - дід Василь.

Дідусь Стас попрощався із малюками в передачі, в якій дід Василь розповідав українську народну казку - Мрія Вовченяти.
Після початку повномасштабної Російсько-української війни від 24.02.2022 радіопрограма тимчасово припинила виходити в ефір.
Остання на той час передача за 23.02.2022: Казки «Рибка Жоро-мандрівник» та «Рибки захворіли!» з книжки «365 історій на ніч» в перекладі Віри Наливани.
Поновилась трансляція Вечірньої колисанки із 12.06.2023 випуском: "Казочка про Дракона Омелька" за книжкою Сашка Дерманського «Казки дракона Омелька».

Однак формат програми змінили. Тепер казки читають відомі українські митці, артисти, військові та ведучі українських радіо та телеканалів.

Значно зменьшили тривалість самої передачі. Більше не звучить і колискова.

## Постійні радіоведучі
Народний артист України Чорношкур Василь Андрійович - дід Василь.

Народний артист України Станкевич Станіслав Іванович - дідусь Стас.